# Indústria automotiva na União Soviética

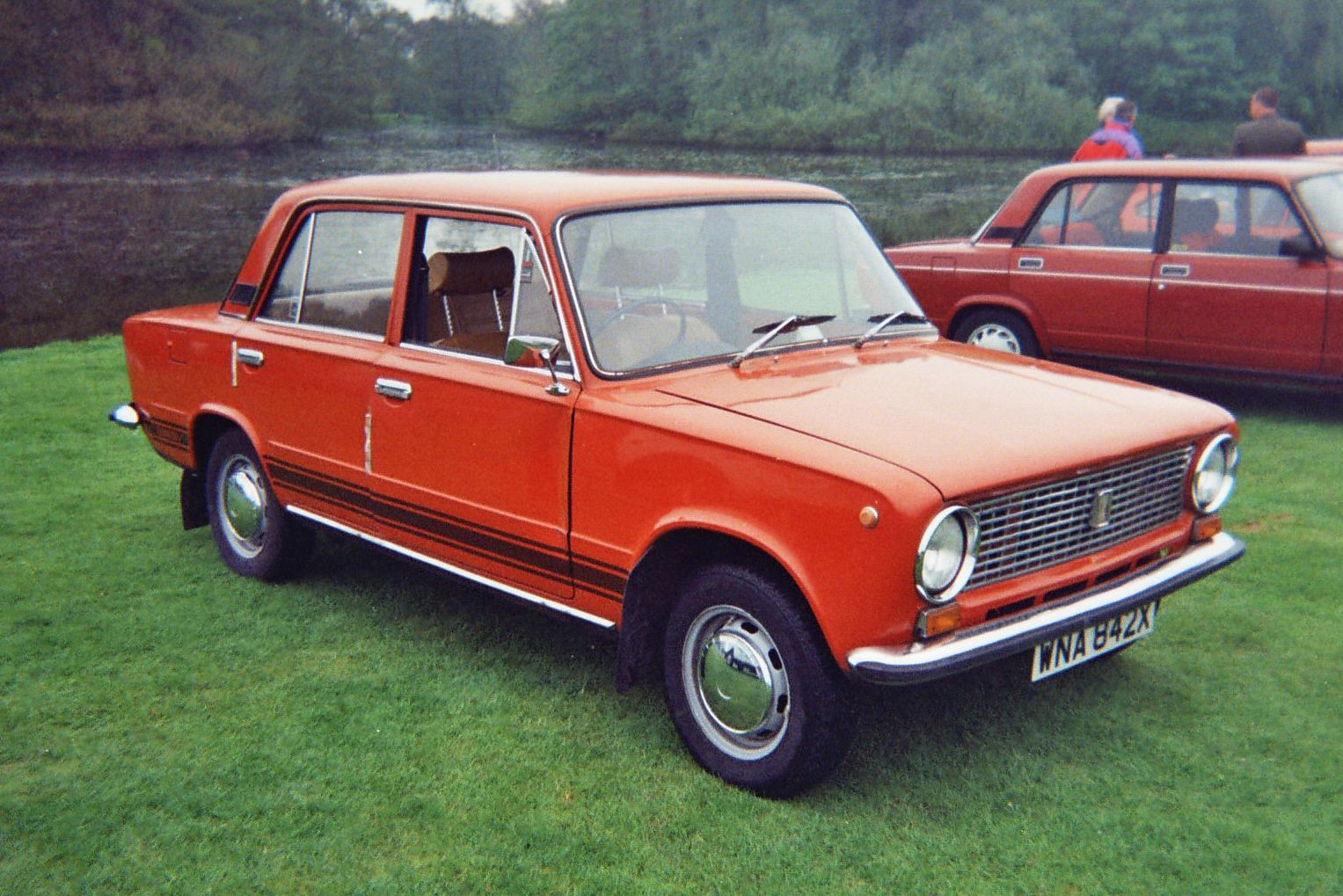
Lada 1200

A indústria automotiva na União Soviética abrangeu a história do estado de 1929 a 1991. Começou com o estabelecimento de grandes fábricas de automóveis e a reorganização da Fábrica AMO em Moscou no final dos anos 1920 e início da década de 1930, durante o primeiro plano de cinco anos, e continuou até a dissolução da União Soviética em 1991.
Antes de sua dissolução, a União Soviética produzia de 2,1 a 2,3 milhões de unidades por ano de todos os tipos de automóveis, e era o sexto maior produtor automotivo , ocupando o nono lugar em carros, o terceiro em caminhões e o primeiro em ônibus. A indústria soviética exportava entre 300.000 e 400.000 carros anualmente, principalmente para os países satélites da União Soviética, mas também para a América do Norte, Europa Central e Ocidental e América Latina. Havia um número substancial de caminhões rodoviários (Volvo, MAN de países capitalistas; LIAZ ,Csepel e IFA de países socialistas) em algumas quantidades, caminhões de construção (Magirus-Deutz, Tatra), caminhões de entrega (Robur e Avia) e ônibus urbanos, intermunicipais e de turismo  (Ikarus , Karosa) importados também.

## História

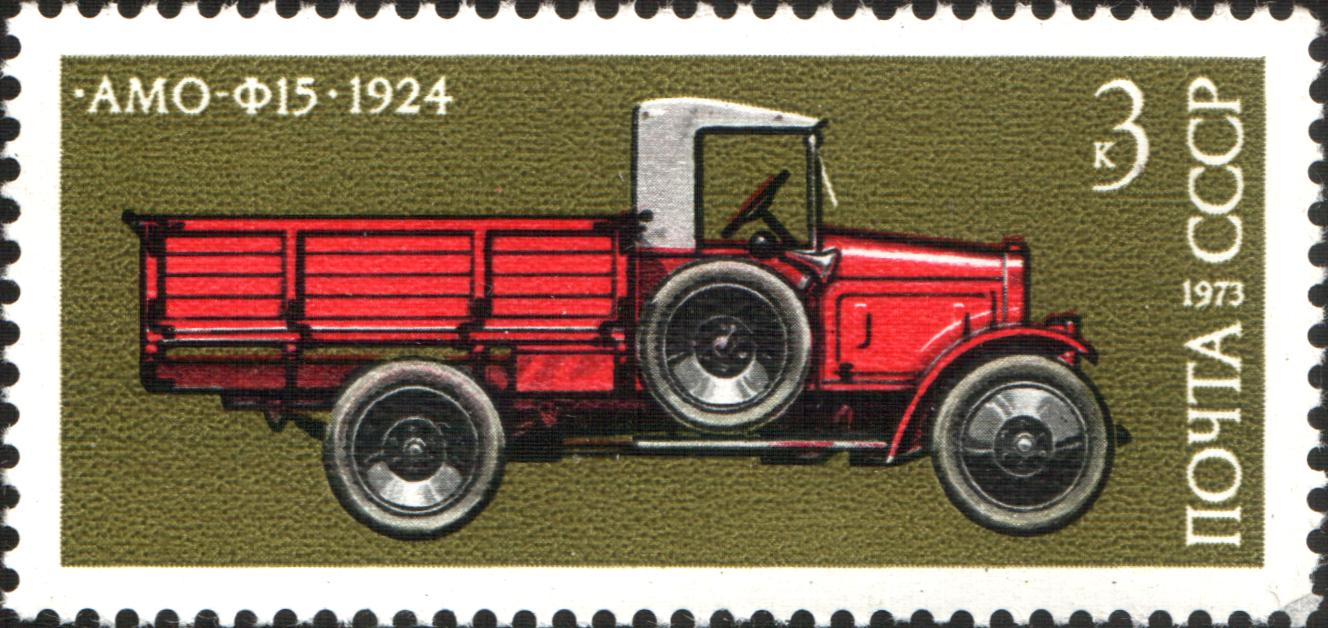
AMO-F-15 em um selo soviético

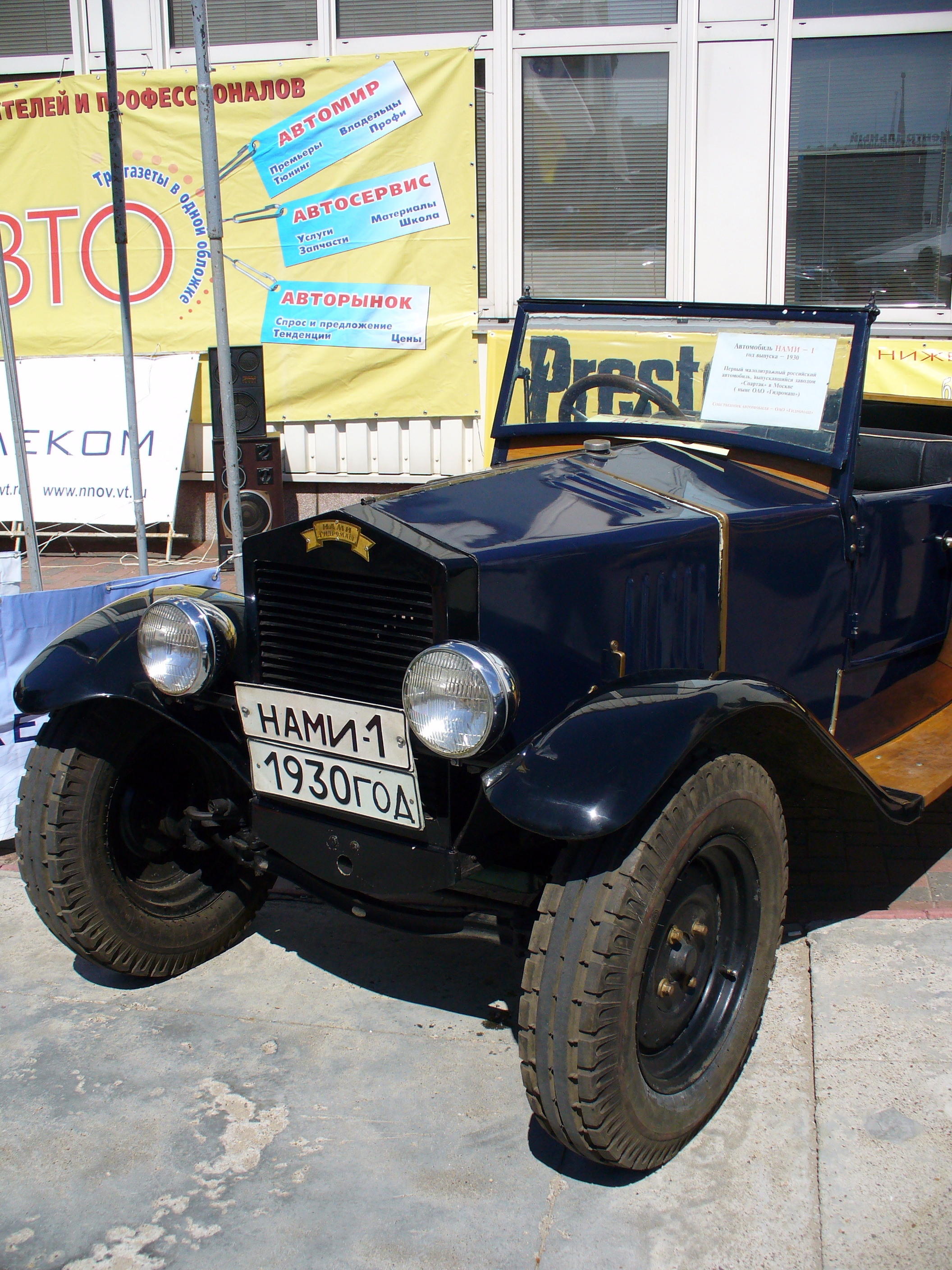
NAMI-I

### Princípio da era soviética

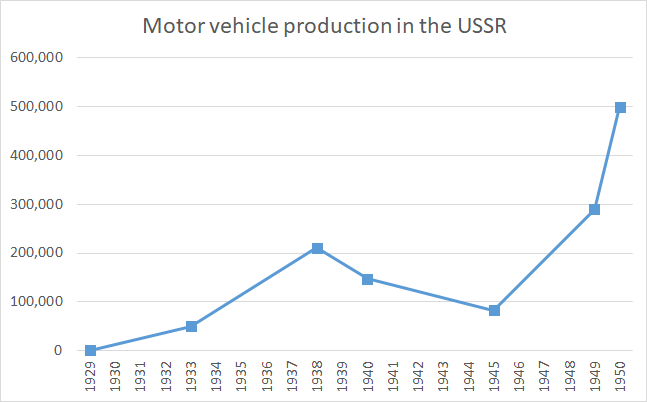
Produção de veículos motorizados na URSS, 1929-1950

A Rússia não tinha indústria automotiva antes da era soviética. Automóveis eram fabricados, mas apenas em pequena quantidade e importando os principais componentes do exterior.
Após a Revolução de Outubro de 1917, a companhia Russo-Báltica foi nacionalizada em 15 de agosto de 1918 e renomeada como Prombron pela nova liderança. Continuou a produção de carros da Russo-Báltica e lançou um novo modelo em 8 de outubro de 1922, enquanto a AMO construiu caminhões FIAT 15 Ter sob licença e lançou um caminhão derivado da FIAT mais moderno desenvolvido por uma equipe de projetistas da AMO, o AMO F-15 Cerca de 6.000 a 6.500 F-15 foram construídos nos anos de 1924 a 1931.
Uma fábrica da Citroen construída antes da guerra foi autorizada a operar como uma empresa privada até 1921, quando foi nacionalizada.
Os primeiros veículos totalmente de fabricação soviética foram fabricados pela fábrica da AMO em Moscou em 7 de novembro de 1924.  Em 1927, engenheiros do Instituto de Automóveis e Motores Científicos (NAMI) criaram o primeiro carro soviético original NAMI-I, que foi produzido em pequeno número pela Fábrica de Automóveis do Estado de Spartak, em Moscou, entre 1927 e 1931.
Nas primeiras décadas após a Revolução, Gorky e Moscou se tornaram os principais centros de fabricação de veículos automotores. Como nos países ocidentais, componentes para a indústria eram produzidos em um grande número de lugares diferentes.
A pressão stalinista pela rápida industrialização e a valorização das economias de escala trouxe a construção, no final da década de 1920 e início da década de 1930, de fábricas gigantescas fabricando veículos altamente padronizados e linhas de produtos que mudavam lentamente. A construção das fábricas de Moscou (ZIL), Gor'kiy e Yaroslavl, parcialmente ou totalmente construídas por empresas ocidentais, aumentou a produção de alguns milhares de veículos em 1928 para 200.000 veículos em 1937, quase todos caminhões.
Em 1929, devido a uma demanda crescente de automóveis e em cooperação com seu parceiro comercial, a Ford Motor Company, o Soviete Supremo da Economia Nacional estabeleceu o GAZ.
Um ano depois, uma segunda fábrica de automóveis foi fundada em Moscou, que se tornaria uma grande montadora soviética após a Segunda Guerra Mundial e ganharia fama nacional sob o nome de Moskvitch. No entanto, devido a objetivos específicos do governo e dificuldades econômicas da época, os carros eram apenas uma pequena parcela de todos os veículos produzidos nos primeiros anos da produção soviética.
Em 1937, a União Soviética produziu mais de 200.000 veículos, principalmente caminhões, colocando o país em segundo lugar mundialmente pela produção de caminhões.
Entre 1932 e 1939, a quantidade de produção de carros na União Soviética aumentou para 844,6%.

### Pós-guerra
Depois da guerra, a indústria automotiva soviética se desenvolveu rapidamente. O Comitê de Defesa do Estado emitiu uma série de decisões importantes: estabeleceu novas fábricas de automóveis em Kutaisi e Dnepropetrovsk e em 26 de agosto de 1945, emitiu a Resolução Nº. 9905 "Sobre a Restauração e Desenvolvimento da Indústria Automotiva", que esboçou o desenvolvimento futuro de produção de automóveis na URSS. Em 1947, o número total de automóveis produzidos na União Soviética era de 132.968, incluindo 9.622 carros, 121.248 caminhões, 2.098 ônibus, mas ainda assim não ultrapassando o nível pré-guerra. Dois anos depois, em 1949, superou o recorde anterior e em 1950 a produção chegou a 363.000 veículos por ano.
1948 marcou o início da exportação soviética de carros.  Em 1950, carros da União Soviética estavam presentes na feira internacional de automóveis em Poznań, na Polônia, e logo depois foram exportados para a Europa Ocidental.  No final da década de 1950, a União Soviética produziu 43 modelos de carros, e em 1957 o número total de automóveis produzidos foi de 495.994, incluindo 113.588 carros, 369.504 caminhões e 12.316 ônibus, e no ano seguinte alcançou o nível de 600.000 carros por ano.

### Anos 1960 e 1970

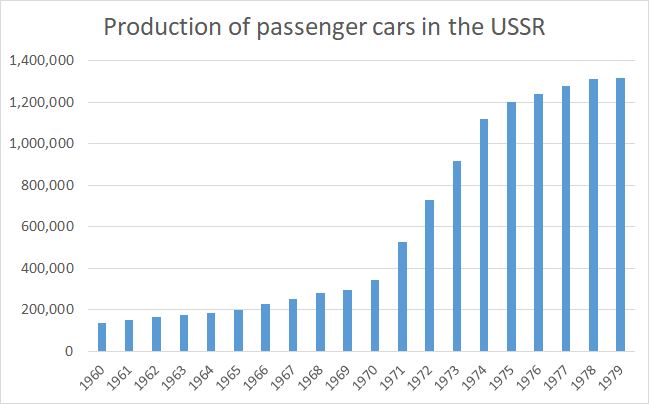
Produção de carros de passageiros na URSS, 1960-1979

Na década de 1960, os soviéticos procuraram diversificar e ampliar a indústria de veículos motorizados, mas continuaram a contar com instalações integradas verticalmente  O plano de modernização de transporte de 15 anos anunciado em 1965 pedia o aumento da produção de automóveis e caminhões pesados para aumentar o bem-estar do consumidor e criar uma frota de caminhões maior e mais equilibrada.
No início dos anos 60, quando a MZMA, a GAZ a o ZAZ ofereciam uma variedade de carros e a popularidade dos automóveis pessoais na União Soviética estava em ascensão, o governo soviético optou por construir uma fábrica de automóveis ainda maior produzir um carro popular e ajudar a atender a demanda por transporte pessoal.  Por razões de custo-benefício, foi decidido assinar um contrato de licença com uma empresa estrangeira e produzir o carro com base em um modelo moderno existente. Várias opções foram consideradas, incluindo Volkswagen, Ford, Peugeot, Renault e FIAT.  O Fiat 124 foi escolhido devido ao seu design simples e robusto, sendo fácil de fabricar e reparar. A fábrica foi construída em apenas 4 anos (1966-1970) na pequena cidade de Stavropol Volzhsky, que mais tarde alcançou uma população de mais de meio milhão e foi renomeada Togliatti, em homenagem a Palmiro Togliatti.
Ao mesmo tempo, a fábrica de carros Izhmash foi estabelecida na cidade de Izhevsk como parte da Usina Mecânica de Izhevsk, com a iniciativa vinda do Ministro da Defesa Dmitriy Ustinov e com o objetivo de aumentar a produção geral de carros na União Soviética. A fábrica produzia kombis baseadas em Moskvitchs e Moskvitch.
Em 1970, a fabricação de caminhões e outros veículos comerciais foi descentralizada e estes eram feitos não apenas em Moscou e Gorki, mas também na Bielorrússia (Minsk, Zhodino), na Ucrânia (Kremenchug), na Geórgia (Kutaisi) e nas regiões do rio Volga e dos Montes Urais (Ulyanovsk e Miass). A fabricação de automóveis foi restrita exclusivamente a Moscou, Gorky e Izhevsk (região dos Urais) até o final da década de 1960.
De 1970 a 1979, a produção de automóveis cresceu em quase 1 milhão de unidades por ano, e a produção de caminhões cresceu em 250.000 por ano. O índice de produção de automóveis para caminhões aumentou nesse período de 0,7 para 1,7, indicando que mais atenção estava sendo dada ao mercado consumidor.
Os soviéticos supostamente destinaram metade dos estimados 7 bilhões de rublos investidos na indústria automotiva durante 1971-75 para a construção das fábricas de caminhões Volkswagen e Kama. Quando o plano de 15 anos estava chegando ao fim, os soviéticos modificaram sua abordagem tradicional de simplesmente construir usinas adicionais para aumentar a produção.  As autoridades soviéticas reconheceram publicamente a necessidade de crescimento contínuo na produção de veículos, mas enfatizaram a necessidade de maior produtividade e novos projetos de veículos para melhorar o desempenho, a utilidade e a eficiência operacional.

### Anos 1980
No início dos anos 80, a indústria automobilística soviética consistia em várias fábricas principais, que produziam veículos para vários segmentos de mercado. Antes de 1988, os compradores privados também não podiam comprar veículos comerciais como micro-ônibus, vans, caminhões ou ônibus para uso pessoal. A produção de carros domésticos satisfazia apenas 45% da demanda interna; no entanto, nenhuma importação de carros era permitida.

### Pós-1991
Após a dissolução da União Soviética em dezembro de 1991, as montadoras da recém-formada Comunidade de Estados Independentes foram integradas a uma economia de mercado e imediatamente atingidas por uma crise devido à perda de apoio financeiro, turbulência econômica e atividades criminosas e maior concorrência no mercado interno durante a década de 1990. Algumas delas, como a AvtoVAZ, recorreram à cooperação com outras empresas (como a GM-AvtoVAZ ) para obter investimentos substanciais de capital e superar a crise.  Poucas outras, como a AZLK, ficaram inativos, enquanto a ZAZ se transformou em uma nova empresa, a UkrAVTO .

## Propriedade privada
Havia filas para a compra de carros e muitos compradores domésticos muitas vezes tinham que esperar anos por um carro novo. Na década de 1970, os carros de passageiros fabricados pela VAZ (Lada) e pela GAZ (Volga) eram os mais procurados. Os Volgas eram os veículos de maior prestígio vendidos a compradores privados, embora até 60% da produção fosse reservada a instituições estatais e partidárias. Sempre populares e disponíveis para venda foram os automóveis Moskvitch e Zaporozhets, bem como os compactos veículos LuAZ com tração nas quatro rodas.  Carros esportivas feitos pelo UAZ não estavam disponíveis para particulares, mas podiam ser comprados em descomissionamento. As marcas de limusine Chaika (fábrica GAZ) e ZIL não estavam disponíveis para o público em geral.

## Lista de fabricantes
A maior parte da indústria automotiva da União Soviética, com produção anual próxima de 1,8 milhão de unidades, estava localizada na RSFS Rússia. A RSS da Ucrânia ficava em segundo lugar, com mais de 200.000 unidades por ano, a RSS da Bielo-Rússia em terceiro lugar, com 40.000. Outras repúblicas soviéticas (RSS) não tiveram indústrias automotivas significantes. Somente as duas primeiras repúblicas produziam todos os tipos de automóveis.
Com exceção da ZAZ e da LuAZ, que estavam localizados na RSS ucraniana, todas as empresas acima mencionadas estavam localizadas na Rússia. Além da RSFSR, algumas fábricas de caminhões foram estabelecidas nas repúblicas ucraniana, bielorrussa, georgiana, armênia e quirguiz, enquanto os ônibus eram produzidos nas repúblicas ucraniana, letã, lituana e tadjique.

### RSS armênia
- ErAZ ( 1964–2002 ) produziu vans e mini-ônibus baseados na RAF .

### RSS azeri
- BakAZ (1978-1993) produziu ônibus pequenos baseados no PAZ
- KiAZ (1986 – presente)

### RSS da Bielo-Rússia

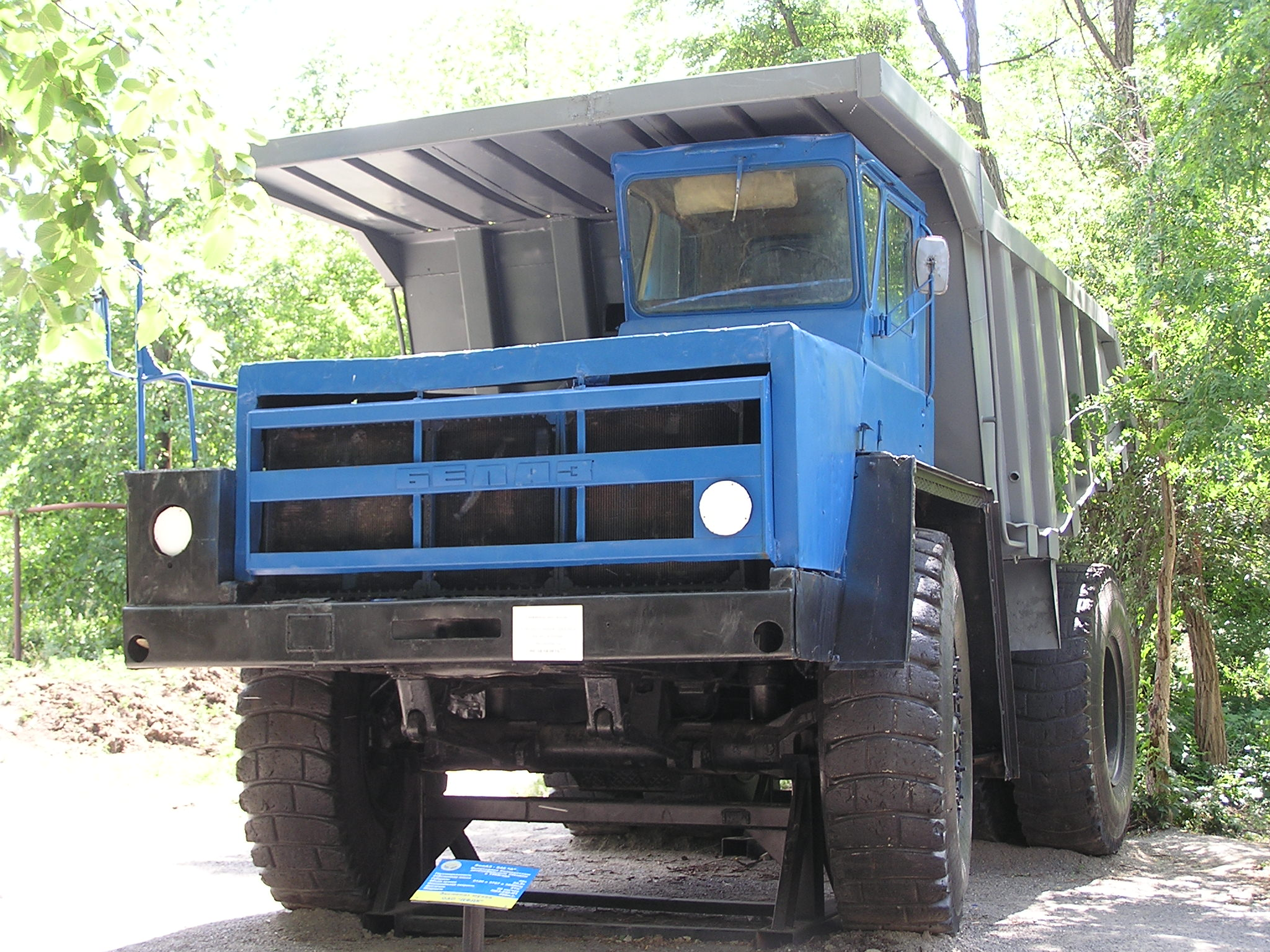
BelAZ-548A

- Belaz (1948 – presente) fabricou caminhões super pesados
- A MAZ (1944 – presente) fabricou caminhões pesados
- MoAZ (1948 – presente)
- MZKT (1954 – presente) nos tempos soviéticos, foi uma divisão da MAZ, um fabricante de caminhões pesados e super-pesados
- Neman (1984-presente) de 1990 iniciou a produção limitada de ônibus baseados em LiAZ

### RSS da Estonia
- ToARZ
- Estonia (carro de corrida)

### RSS georgiana
- KAZ (1945 – presente, a produção de caminhões cessou na década de 1990) produzia tratores com uma cabine confortável, mas com baixa qualidade e características dinâmicas e ganhou uma reputação ruim na União Soviética. Foram gradualmente substituídos pelos tratores MAZ e, posteriormente, KaMAZ

### RSS quirguiz
- Instalação de montagem automática Frunze

### RSS letã
- RAF (1949-1998) produziu vans e ambulâncias em sua base

### RSS lituana
- KAG (1956-1979) produz micro-ônibus baseados no chassi GAZ-51
- VFTS produziu carros de rali no chassi da Lada

### RSS russa
- Amur (1967-2012, até 2004 UAMZ)

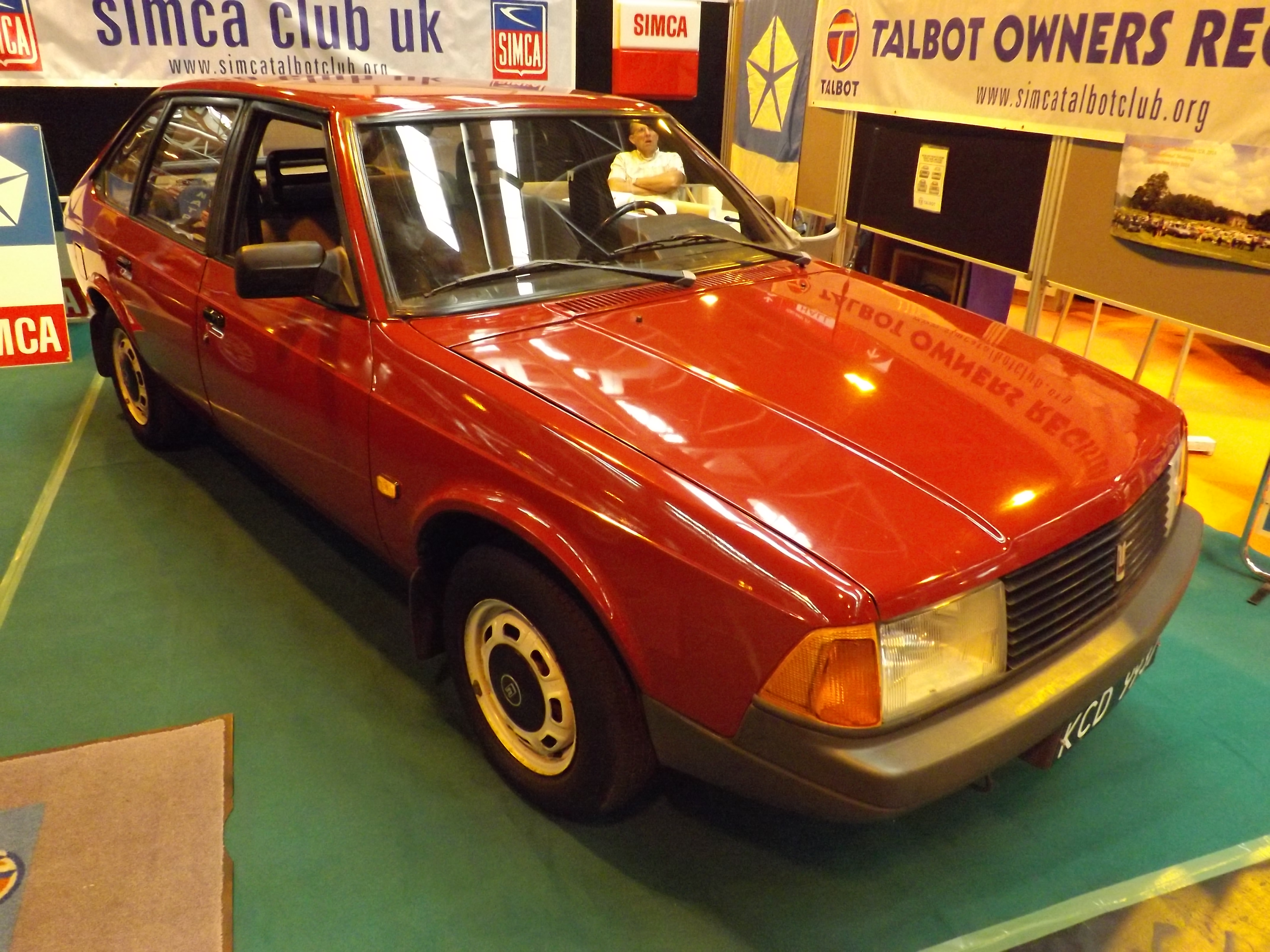
Moskvitch-2141 ALEKO

- AvtoKuban (1962-2001) fabricava pequenos ônibus
- AvtoVAZ (também conhecida como Lada, de 1966 até o presente) produzia até 800.000 carros por ano;[20] criado em cooperação com a Fiat, começou com a produção da marca Zhiguli , que começou como variantes licenciadas e atualizadas do Fiat 124 ou modelos derivados da Fiat e depois desenvolveu carros inteiramente de seu próprio projeto, como o VAZ- 2108/2109/21099 , o VAZ-2121 e o VAZ-1111.
- AZLK (Moskvitch, 1929-2001), originalmente parte do GAZ , construiu carros duráveis e facilmente reparáveis de classe similar ao VAZ e de seu próprio projeto (desde 1956), mas em números significativamente menores (até 200.000). Todos os seus carros produzidos entre 1946 e 2001 eram conhecidos sob o nome de Moskvitch.
- BAZ (1958 – atual) fabricou caminhões militares superpesados.
- GAZ (Volga, 1932 – presente) produzia caminhões leves, sedãs de classe executiva Volga, que também eram usados como táxis, e automóveis de luxo, como o Chaika para funcionários soviéticos (até 100.000 carros por ano).
- IzhAvto (1967 - presente, a fábrica de montagem AvtoVAZ desde 2012), outro fabricante de carros familiares e pickups Moskvitch, frequentemente utilizados pelos serviços de entrega (produzindo até 200.000 por ano).
- KamAZ (1969 – presente) fabricou pesados caminhões 6×4.
- KAvZ (1958 até hoje) produzia pequenos ônibus convencionais com base em caminhões GAZ, usados como veículos de empresa e para o transporte de passageiros no campo em estradas de baixa qualidade.
- KZKT (1950–2011) fabricou caminhões super pesados no chassi MAZ
- LiAZ (1937 – atual) (não confundir com os caminhões de marca da Checoslováquia LIAZ ) fabricava ônibus urbanos de grande porte.
- NefAZ (1972 – presente) produzia veículos KaMAZ.  Desde 2000, também constrói grandes ônibus urbanos baseados no chassi KaMAZ.
- PAZ (1932 – presente) manufatura barramentos pequenos
- Prombron (1922-1926), que adquiriu o controle da antiga fábrica Russo-Balt em Fili, produzia um pequeno número de carros modernizados da Russo-Báltica S24.
- SMZ, mais tarde SeAZ (1939 – presente, a produção de carros parou em 2008), construia ciclomotores para deficientes. Os carros SMZ eram distribuídos gratuitamente na União Soviética ou comprados com um grande desconto através do sistema de assistência social da União Soviética.
- UAZ (1941 – presente) produziu veículos leves com tração nas quatro rodas para uso militar ou agrícola.
- UralAZ (1941 – presente) fabricou caminhões 6x6 off-road de uso geral para uso no Exército Soviético.
- ZiL (antiga ZiS e AMO, 1916 – presente) construiu caminhões intermediários, sedãs de luxo e limusines, usados como carros oficiais do estado.
- ZMA (1987-presente) produziu carros Oka

### RSS tajique
- Сhkalovsk Bus Plant (1960-1995)

### RSS ucraniana

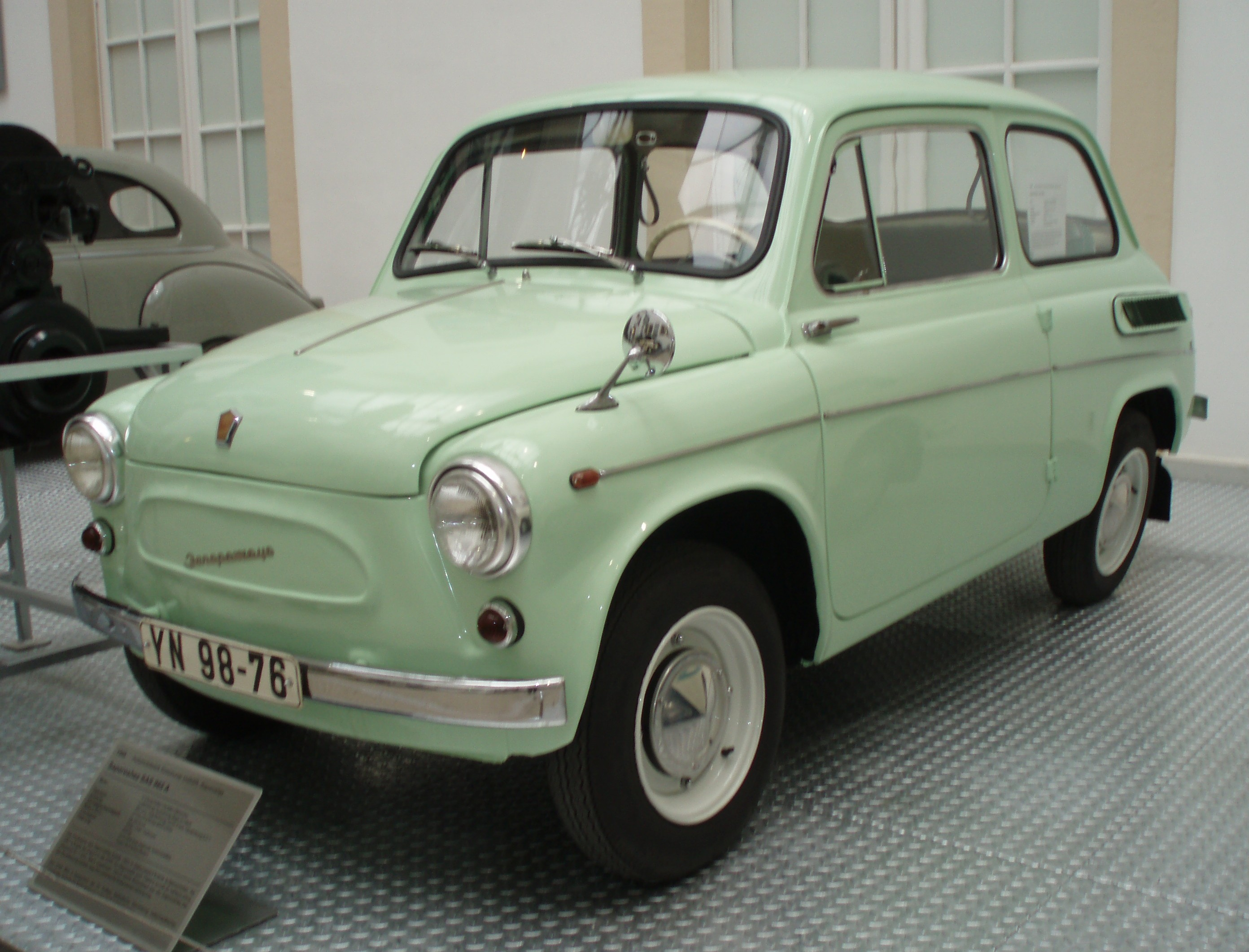
Zaz-965 / 965А Zaporozhets

- Fábrica de Reparo de Chasiv Yar (1958 – presente)
- KrAZ (1958 até hoje) (produção de caminhões da Yaroslavl Motor Plant na Kremenchuk Harvester Plant) fabricava caminhões pesados
- OdAZ (1948 – presente)
- LAZ (1945 – atual) produzia ônibus suburbanos e intermunicipais de classe média.
- LuAZ (1955 – presente) produziu veículos compactos com tração nas quatro rodas (até 17.000 por ano)
- Estação de Reparo de Automóveis de Luhansk (1944-2011)
- Planta de reparo de automóveis Sievierodonetsk (1962 – presente)
- ZAZ (1923 – atual) construiu Zaporozhets e Tavria para subcompactos (até 150.000 por ano).